# Grand Prix Finlandii
Grand Prix Finlandii, oficj. Eläintarhan ajot lub też Djurgårdsloppet i Suomen Grand Prix – wyścig samochodowy, odbywający się w latach 1932-1963 (z przerwą w 1938 roku i w czasie II wojny światowej). Zawody odbywały się w parku miejskim Eläintarha w Helsinkach.

## Zwycięzcy
| Rok  | Zwycięzca              | Samochód                         | Klasa            | Wyniki          |
| ---- | ---------------------- | -------------------------------- | ---------------- | --------------- |
| 1932 | Per-Viktor Widengren   | Mercedes-Benz SSK                | Grand Prix       | Wyniki          |
| 1933 | Karl Ebb               | Mercedes-Benz SSK                | Grand Prix       | Wyniki          |
| 1934 | Eugen Bjørnstad        | Alfa Romeo 8C 2300 Monza         | Grand Prix       | Wyniki          |
| 1935 | Karl Ebb               | Mercedes-Benz SSK 7.1L           | Grand Prix       | Wyniki          |
| 1936 | Eugen Bjørnstad        | Alfa Romeo 8C 2300 Monza         | Grand Prix       | Wyniki          |
| 1937 | Hans Rüesch            | Alfa Romeo 8C-35 3.8L            | Grand Prix       | Wyniki          |
| 1938 | Nie rozgrywano         | Nie rozgrywano                   | Nie rozgrywano   | Nie rozgrywano  |
| 1939 | Adolf Westerblom       | Alfa Romeo Monza 2.6L            | Grand Prix       | Wyniki          |
| 1946 | Tylko motocykle        | Tylko motocykle                  | Tylko motocykle  | Tylko motocykle |
| 1947 | Asser Wallenius        | Ford Roadster 1934               | Class B          | –               |
| 1947 | Helge Hallmann         | Ford special                     | Formuła Libre    | –               |
| 1948 | Magnus Knutsson        | BMW                              | Class A          | –               |
| 1948 | Leo Mattila            | Ford Roadster                    | Class B          | –               |
| 1948 | S. P. J. Keinänen      | Chrysler special                 | Formuła Libre    | –               |
| 1949 | S. P. J. Keinänen      | BMW 328                          | Class A          | –               |
| 1951 | S. P. J. Keinänen      | Jaguar XK120                     | Production       | –               |
| 1952 | Michael Head           | Jaguar XK120                     | Division +2000   | –               |
| 1952 | Valdemar Stener        | Ferrari 166 MM Touring Barchetta | Division 2000    | –               |
| 1952 | Roger Laurent          | Talbot-Lago T26C                 | Formuła 1        | Wyniki          |
| 1953 | Robert Nelleman        | Allard                           | +2000 GT         | –               |
| 1953 | Valdemar Stener        | Ferrari 166 MM Touring Barchetta | 2000 GT          | –               |
| 1953 | Rodney Nuckey          | Cooper T23                       | Formuła 1        | Wyniki          |
| 1953 | Curt Lincoln           | Cooper-Norton                    | Formuła 3        | –               |
| 1954 | Michael Head           | Jaguar C-Type                    | GT +2000         | –               |
| 1954 | John Bengtsson         | Ferrari 166 Touring Barchetta    | GT 2000          | –               |
| 1954 | Rodney Nuckey          | Cooper-Bristol F2                | Formuła Libre    | –               |
| 1954 | Eric Brandon           | Cooper-Norton                    | Formuła 3        | –               |
| 1955 | Michael Head           | Jaguar D-Type                    | Division +2000   | –               |
| 1955 | Curt Lincoln           | Jaguar C-Type                    | +2000 production | –               |
| 1955 | Joakim Bonnier         | Alfa Romeo 1900 Sprint           | 2000 production  | –               |
| 1955 | Eric Brandon           | Cooper                           | Formuła 3        | –               |
| 1956 | Curt Lincoln           | Jaguar D-Type                    | +2000 production | –               |
| 1956 | Harry Saaristo         | Triumph TR2                      | 2000 production  | –               |
| 1956 | John Kvarnström        | Ferrari 750 Monza                | +2000            | –               |
| 1956 | Eric Brandon           | Halselec-Climax                  | 2000             | –               |
| 1956 | Eric Brandon           | Cooper                           | Formuła 3        | –               |
| 1957 | Joakim Bonnier         | Maserati 200S                    | S+2.0            | –               |
| 1957 | Curt Lincoln           | Ferrari 500 TR                   | S 2.0            | –               |
| 1957 | Arne Lindberg          | Mercedes-Benz 300 SL             | GT+2.0           | –               |
| 1957 | J.A. Iversen           | Porsche 356 Carrera              | GT 2.0           | –               |
| 1957 | Curt Lincoln           | Cooper T 42 Mark XI              | Formuła 3        | –               |
| 1958 | Graham Whitehead       | Aston Martin DB3S                | Division +2000   | –               |
| 1958 | Ivor Bueb              | Lotus 12 Coventry Climax         | Division 2000    | –               |
| 1958 | Curt Lincoln           | Ferrari 250 GT TDF               | GT +2000         | –               |
| 1958 | Curt Lincoln           | Cooper T42 Mark XII              | Formuła 3        | –               |
| 1959 | Carl-Otto Bremer       | Ferrari 750 Monza                | S+2.0            | –               |
| 1959 | Curt Lincoln           | Cooper Monaco                    | S 2.0            | –               |
| 1959 | Carl-Gunnar Hammarlund | Porsche 356 Carrera              | GT               | –               |
| 1959 | Curt Lincoln           | Cooper T 42 Mark XII             | Formuła 3        | –               |
| 1960 | Jimmy Blumer           | Cooper Monaco                    | S 2.0            | –               |
| 1960 | Heimo Hietarinta       | Cooper/Norton                    | Formuła 3        | –               |
| 1960 | Curt Lincoln           | Cooper                           | Formuła Junior   | –               |
| 1961 | David Hitches          | Lola                             | 2000             | –               |
| 1961 | Heimo Hietarinta       | Cooper/Norton                    | Formuła 3        | –               |
| 1961 | Carl-Otto Bremer       | Elva 100                         | Formuła Junior   | –               |
| 1962 | Carl-Gunnar Hammarlund | Porsche 356 Carrera              | GT +1300cc       | –               |
| 1962 | Curt Lincoln           | Lotus Elite                      | GT 1300cc        | –               |
| 1962 | Curt Lincoln           | Cooper T 42 Mark XII             | Formuła 3        | –               |
| 1962 | Olle Nygren            | Cooper T56                       | Formuła Junior   | –               |
| 1963 | Holger Laine           | Volvo PV544                      | ST +1600cc       | –               |
| 1963 | Timo Mäkinen           | Morris Mini Cooper               | ST 1150cc        | –               |